# Pelage (test d'adhésion)
Pour les articles homonymes, voir Pelage.

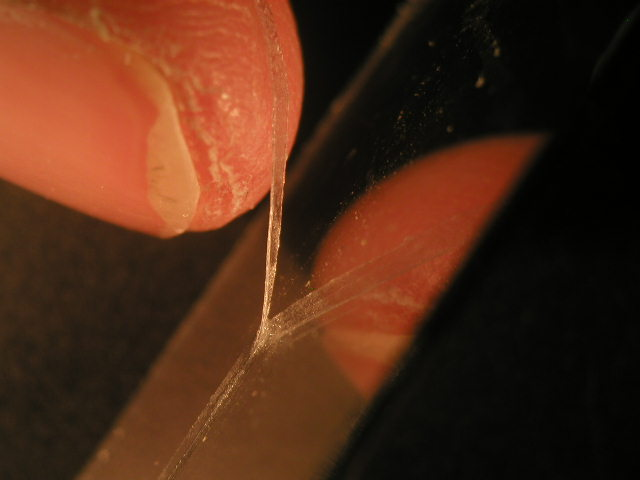
Vue de côté d'un test de pelage.

Le test de pelage est un test permettant de mesurer l'efficacité d'un adhésif. Il consiste à tirer sur un adhésif collé à un substrat et à mesurer la force nécessaire au décollage ainsi que l'énergie totale dépensée, appelée énergie d'adhésion.

## Description du test

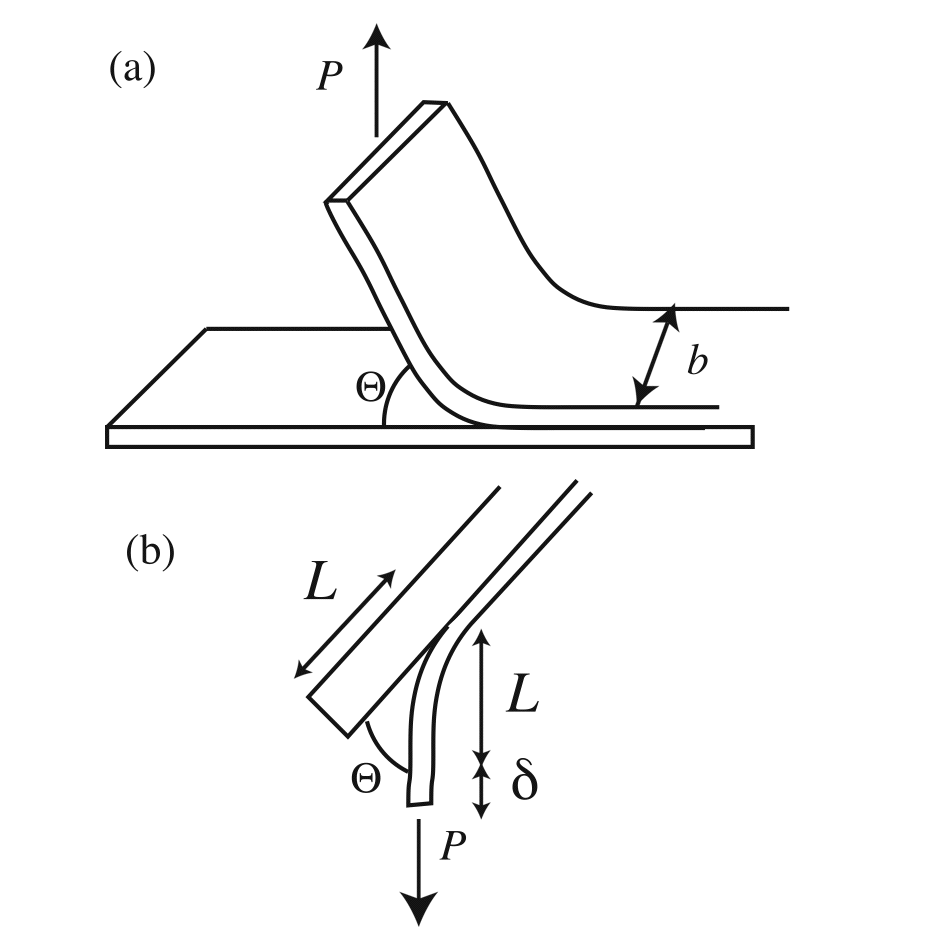
Schéma d'un test de pelage : principe et notations.

Le test de pelage se caractérise par la mesure d'une force {\displaystyle P}. Cette force, une fois divisée par la largeur {\displaystyle b} du ruban, est appelée force de pelage. 
Ce test est effectué en appliquant un morceau de ruban sur un panneau de test. Ce ruban est ensuite retiré sous un certain angle, appelé angle de pelage. Les panneaux de test peuvent être réalisés dans différents matériaux comme du verre, de l’acier (haute énergie de surface), du HDPE (faible énergie de surface) ou le matériau utilisé dans l’application réelle.
On note {\displaystyle \theta } l'angle de pelage, et {\displaystyle b} la largeur de l'adhésif. 

### Exemples d'angle de pelage
Trois situations de pelage sont couramment utilisées :
- pour un angle {\displaystyle \theta } faible, on décolle le ruban de façon très tendue (force élevée) ;
- pour {\displaystyle \theta }=90°, on réalise une traction perpendiculaire (force modérée) ;
- pour {\displaystyle \theta }=180°, on réalise un essai de traction en retournant l'adhésif. En général, la force est moindre dans ce cas (décollage plus facile).

## Comportement de l'adhésif

Des bulles apparaissent les unes après les autres au-devant du front de pelage (vue de dessus).

### Mise sous traction
Le dos de l'adhésif étant inextensible, il est mis sous tension. On distingue trois zones :
- la première est située dans la direction de traction
- la seconde, loin du front de pelage, est horizontale
- une zone intermédiaire, localisée au niveau du front, qui va se décoller à cause de la mise sous tension

### Cavitation et fibrilles

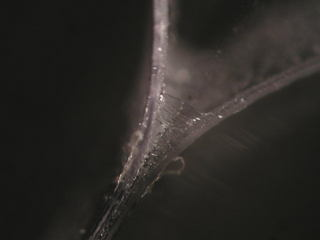
Pelage d'un adhésif (vue de côté, et reflet). Le front de pelage se propage vers le bas à gauche. On observe l'apparition de fibrilles en arrière du front.

L'adhésif étant incompressible, une dépression se crée et fait apparaître des bulles d'air à l'avant du front de pelage (phénomène de cavitation). La dissipation de la force de pelage entraine la formation locale de fibrilles qui grandissent à mesure que le front de pelage se propage. Les fibrilles grandissent jusqu’à ce qu’il se produise une rupture soit dans le mode cohésif ou le mode adhésif.

## Lien entre force mesurée et énergie de décohésion (approche énergétique)
Griffith (1920) en a proposé une analyse énergétique, décrite ci-après, en évaluant les énergies potentielles et emmagasinées par un adhésif qui se décolle sous son propre poids.
- Énergie potentielle : l'énergie potentielle fournie est le travail de la force {\displaystyle P} appliquée. Le point d'application de {\displaystyle P} est descendu de {\displaystyle \delta +L(1-\cos \theta )} lors de l'expérience soit {\displaystyle E_{P}=P(\delta +L(1-\cos \theta ))}
- Énergie emmagasinée : on note {\displaystyle G} l'énergie stockée par une unité de surface.

Le bilan énergétique donne :
{\displaystyle G=-{\frac {P}{b}}(1-\cos \theta )}
Premièrement, on observe que l'énergie dissipée au cours du test dépend de l'angle de pelage. Sur les images et animations ci-contre, on voit une expérience de pelage à petit angle. L'animation montre l'apparition de bulles proches du front de pelage. Sur l'image, prise à plus grande distance, on observe l'apparition de fibrilles en aval du front de pelage.
Par ailleurs, les expériences montrent une évolution linéaire avec l'épaisseur de l'adhésif qui n'est pas prévue par la théorie de Griffith. En effet, lors du décollement, il y a dissipation d'énergie dans l'adhésif. Or, la dissipation dépend  de l'épaisseur de l'adhésif. Pour prendre en compte l'énergie plastique dissipée, on pose {\displaystyle H_{a}} l'énergie plastique dissipée par unité de volume. Alors, on peut réécrire l'énergie {\displaystyle G} par unité de surface. On obtient :
{\displaystyle G=-{\frac {P}{b}}(1-\cos \theta )+H_{a}e}
Finalement, l'énergie d'adhésion est bien proportionnelle à l'épaisseur de l'adhésif à condition de prendre en compte la dissipation plastique.
Remarque : l'énergie stockée n'augmente pas indéfiniment avec {\displaystyle e}. Si {\displaystyle e} dépasse une certaine valeur, la dissipation restera localisée dans une faible épaisseur et on observera une saturation de l'énergie.